# Agathia prasinaspis
Agathia prasinaspis är en fjärilsart som beskrevs av Edward Meyrick 1889. Agathia prasinaspis ingår i släktet Agathia och familjen mätare. Inga underarter finns listade i Catalogue of Life.